# غنج قباد
غنج قباد هي قرية في مقاطعة دهقان، إيران. يقدر عدد سكانها بـ 18 نسمة بحسب إحصاء 2016.